# Népbíróságok Országos Tanácsa
A Népbíróságok Országos Tanácsa (NOT) az 1945 és 1950 közt folyt népbíráskodásban a népbíróságok feletti ítélkezési szint, a népbíróságok fellebbviteli bírósága volt. Jogutódja az 1949-ben létrehozott Legfelsőbb Bíróság.
Elnökei: Simándi Tamás (1945–1946), Major Ákos (1946–1948), Bojta Ernő Béla (1948–1950).
Fontosabb ítélkező bírái: Bojta Ernő Béla, Szabó Mihály, Pogány Béla, Sömjén Pál, Berend György, Várady Sándor, Sarlós Márton, Szabó Zoltán, Boglutz László, Sárközi Andor (jegyző).
A Magyar Országos Levéltárban fellelhető anyaga elsősorban ügyviteli dokumentumokat és népbírósági ítéleteket tartalmaz.

## A NOT felállítása és tevékenysége
A magyarországi népbíróságokat az Ideiglenes Nemzeti Kormány 1945. február 3-án kiadott 81/1945. M.E. számú törvényrendelet értelmében hozták létre, minden törvényszéki székhelyen egyet (az ország területén szám szerint 25-öt), de több városban (pl. Békéscsaba, Hódmezővásárhely) működtek ún. kihelyezett tanácsok is. Ezeknek a népbíróságoknak a koordinálására, illetve a fellebbviteli bíróságaként hozták létre a Népbíróságok Országos Tanácsát (NOT).
Akárcsak az egyszerű népbírósági tanácsok összetétele, a NOT tanácsainak összetétele is a korabeli koalíciós politika szerint alakult, a tanács tagjait az öt koalíciós párt (MKP, MSZDP, FKGP, a NPP és a PDP) delegálta, 1946 májusától az Országos Szakszervezeti Tanács is delegálhatott egy tagot. Az elsőfokú népbírósági tanácsokkal ellentétben azonban lényeges különbség volt, hogy a NOT tagjai szakképzett jogászok voltak, ez a bírósági fórum ítélkezésében is jól nyomon követhető. Az elsőfokú – laikus – népbírósági tanácsok által meghozott ítéleteket a NOT rendszerint enyhítette, az itt kihirdetett enyhítések mértéke kétszerese volt a súlyosbításokénak (innen származik egy korabeli szóvicc, mely szerint a NOT rövidítés valójában azt jelenti, hogy "nem is olyan tragikus").
A NOT tevékenysége hamar kiváltotta a kommunista fennhatóság alatt álló politikai rendőrség bírálatát, melynek következményeként 1946 őszétől a NOT előtt felmentett vádlottakat a politikai rendőrség önhatalmúlag őrizetbe vehette és internálhatta, ezzel egyfajta "harmadfokú fórummá" válva a népbírósági intézményrendszerben.
A NOT-ot 1950 tavaszán, az – utolsóként megszűnő – szegedi népbírósággal egyszerre számolták fel.